# Vanua buxtoni
Vanua buxtoni är en insektsart som beskrevs av Frederick Arthur Godfrey Muir 1927. Vanua buxtoni ingår i släktet Vanua och familjen Tropiduchidae. Inga underarter finns listade i Catalogue of Life.